# Órgano de la Catedral de Ibagué
El órgano de la Catedral metropolitana de Ibagué es el órgano tubular de dicha iglesia catedralicia colombiana, ubicado en la ciudad de Ibagué, Tolima. El sistema actual del instrumento es de 18 juegos o registros, una consola con dos teclados manuales y un teclado que se toca con los pies (pedalero), fue fabricado por el organero alemán Oskar Binder y la casa alemana Walcker Orgelbau en 1960 y cuenta con el Opus 4016.

## Historia
Alrededor de 1950 llegó a Ibagué, por encargo del obispo Pedro María Rodríguez Andrade, el que sería el primer órgano de tubos de la Catedral de Ibagué y del departamento del Tolima. Un órgano positivo de la casa alemana M. Weise (empresa fundada en 1889), el cual disponía de dos teclados manuales, un pedalero, seis registros y alrededor de 200 flautas. Este instrumento fue utilizado principalmente para las celebraciones litúrgicas, el acompañamiento a los coros y otras actividades culturales. Estuvo en la Catedral hasta 1959, fecha en la que resuelven adquirir un nuevo órgano con mayor amplitud y sonoridad para el templo. Para lo cual monseñor Isaza vende el instrumento al entonces párroco de la iglesia de Cajamarca por un valor de $ 10 000 pesos y que luego sería restaurado por el órganero alemán Oskar Binder.
El segundo y actual órgano de la Catedral fue adquirido por solicitud de monseñor Rubén Salazar Cuartas, y fue construido por el organero alemán Oskar Binder y la casa alemana E. F. Walcker & Cie. Los mecanismos y tubos en madera del órgano fueron construidos en Colombia con madera del país; sin embargo, las partes mecánicas y tubos de metal los importaron de la casa Walcker. El instrumento tuvo un valor aproximado de $ 150 000 pesos. La instalación la realizó Binder por un costo de $ 50 000, la cual fue terminada a finales de septiembre del mismo año. La ceremonia de inauguración del instrumento se realizó con un concierto efectuado a principios de octubre, y fue interpretado por un músico italiano vinculado al Conservatorio del Tolima.
Binder fue por muchos años el único organero profesional que residía en Colombia y mientras vivió, le aseguró un excelente mantenimiento al órgano, pero después de su muerte en 1990, el instrumento con el paso del tiempo, comenzó presentar problemas. Por las condiciones de deterioro que ya acumulaba el órgano fue necesario realizar una primera restauración en 1995 y la gestión de recursos para dicha intervención estuvo a cargo del arzobispo Juan Francisco Sarasti Jaramillo y del pbro. Héctor A. Bejarano Jiménez, quienes constituyeron el «Alto Patronato del Órgano», una agrupación de personas ilustres de la ciudad que donaron gran parte del dinero necesario para realizar la intervención. Para la restauración del órgano fue contratado Jesús Antonio Poveda por un valor de $ 15 000 000 y fueron nombrados como interventores del proyecto al pbro. Bernardo Ospina y a Paul Dury, director artístico del Conservatorio del Tolima.
La restauración comenzó en octubre de 1995, en la cual se desmontó y limpió la totalidad de los tubos y se sustituyeron íntegramente los fuelles de transmisión de aire que hubieron de ser elaborados artesanalmente uno por uno con badana especial importada. Asimismo, se sometió a  revisión completa el sistema de mangueras o ductos de aire y se limpió, reparó y ajustó íntegramente la consola.
La restauración del órgano finalizó en marzo de 1996 y la ceremonia de reinauguración se realizó el 30 de marzo del mismo año. Para dicho evento fue invitado el organista belga Thierry Chleide, acompañado de la violinista colombiana Amparo Botero y la soprano ibaguereña Olfary Gutiérrez. En el concierto se interpretaron obras de J. S. Bach, César Frank, Jehan Alaín y Louis Vierne. En los años siguientes a la restauración se llevaron a cabo dos conciertos en la catedral. El 10 de junio de 1998, el Banco de la República realizó un concierto con el organista alemán Norbert Düchtel, quien interpretó obras de J. S. Bach, J. L. Krebs, Mendelssohn, Boëllmann, entre otros. El 17 de diciembre de 2003, el pbro. y organista Guillermo León Gómez Ochoa (*1944-†2003) ofreció un concierto de Navidad interpretando obras de J. S. Bach, Franz Schubert y piezas alusivas a la Navidad. Después de estos conciertos, no se registran eventos culturales con este instrumento, sirviendo únicamente a las ceremonias religiosas.
Con el paso de los años el órgano comenzó a presentar problemas, por lo cual en el 2012, a petición de la Arquidiócesis de Ibagué, el organero Juan Carlos Ángel, uno de los dos organeros profesionales que hay en Colombia, presentó un proyecto de restauración para el órgano. La elaboración de este informe puso en evidencia el procedimiento poco convencional al que fue expuesto el instrumento en la restauración pasada y, a su vez, el mal uso que se le había dado al órgano.
Allí se identificaron los siguientes aspectos: I) Los fuelles presentan adiciones de cuero sobre el cuero antiguo, usando en ello pegante de calidad no confiable para este proceso, lo cual generó con el tiempo puntos de escape de aire; II) En los canales de madera del mecanismo se identifican fugas de aire; III) Las mangueras de los sistemas neumáticos en un órgano habitualmente se fabrican en plomo y en este caso se encontraron mangueras elaboradas en material sintético, elementos poco confiables para el sistema de transmisión y IV) Algunos tubos de estaño se encuentran doblados.
La cotización presentada por el organero Juan Carlos Ángel para realizar el proyecto de restauración fue por un monto de $ 60 000 000 pesos, dinero con el que la Arquidiócesis no disponía en ese momento y que impidió, por lo tanto, la restauración, razón por la cual el instrumento continuo en las mismas condiciones por varios años más.
El 23 de septiembre de 2017, la Arquidiócesis se interesa nuevamente por la restauración del órgano y el organero Juan Carlos Ángel se reúne en el despacho parroquial con monseñor Gustavo Montoya, entonces párroco de la Catedral, para solicitar de nuevo una cotización. En la Semana Santa del 2018, la Arquidiócesis de Ibagué decide finalmente dar inicio la restauración del instrumento, intervención que se compone de las siguientes actividades: I) Limpieza general del instrumento; II) Cambio del sistema de transmisión neumática a un sistema electroneumático con la adaptación de solenoides basculantes; III) Cambio de teclados; IV) Modernización del sistema de tracción; V) Restauración de fuelles; VI) Cambio de ventilador; VII) Revisión del mecanismo; VIII) Reparación de tubos averiados; IX) Reparación de la caja expresiva y X) Reparación del mueble.
Los retrasos en los suministros solicitados en Alemania, la Pandemia de COVID-19 y un daño en el techo de la Catedral alteraron el cronograma de trabajo que se tenía planificado, lo que obligó a interrupir las obras de restauración. Finalmente, después de superar los percances, las obras se reanudaron y el 4 de agosto de 2023 se reinauguró con la bendición del órgano y con un concierto celebrado por el organista y seminarista Óscar Ándres Torres Ávila, quien interpretó obras de grandes compositores. El nuevo sistema de transmisión electroneumática fue diseñado especialmente para el órgano por la casa Laukhuff.

## Características
Técnicamente, el órgano que figura con el Opus 4016 de la casa E.F. Walcker, es de trasmisión electroneumática, se compone de 18 juegos o registros (sonidos) repartidos en dos teclados manuales cada uno con 61 notas y un teclado que se toca con los pies (pedalero) de 30 notas, que sirve para los bajos graves. Todos los teclados están dispuestos en una consola, la cual está separada y puesta delante del órgano con vista a la nave central. Estos teclados hacen sonar un total de 1.202 flautas de muy variada longitud y calibre, de las cuales 623 corresponde al primer teclado (gran órgano), 488 al segundo teclado (órgano recitativo) y 90 al pedalero. En sí, el órgano es una orquesta con instrumentos como trompetas, oboes, ocarinas, flautas entre otros. La madera es de cedro, caoba y comino.
El órgano funciona con un ventilador eléctrico acoplado con su motor, el cual produce el aire que llena 2 grandes fuelles que son de tipo cajón de un solo pliegue, están hechos de madera y los pliegues están forrados en cuero. Estos fuelles se encargan de regular la cantidad y la presión del aire para que el órgano no suene desafinado. Diapasón: 441 Hz.

## Disposición
A continuación se enlista la disposición de registros del órgano.
| I Manual. Gran Órgano |                |             |  |
| 01.                   | Principal      | 08’         |  |
| 02.                   | Flauta de caña | 08’         |  |
| 03.                   | Octava         | 04’         |  |
| 04.                   | Flauta         | 08’         |  |
| 05.                   | Principal      | 02’         |  |
| 06.                   | Corneta        | 3-5 hileras |  |
| 07.                   | Trompeta       | 08’         |  |

| II Manual Recitativo |                     |        |
| 08.                  | Flauta de concierto | 8’     |
| 09.                  | Salicional          | 8’     |
| 10.                  | Prestant            | 4’     |
| 11.                  | Ocarina             | 4’     |
| 12.                  | Flautino            | 2’     |
| 13.                  | Terza               | 1 3⁄5' |
| 14.                  | Quinta              | 1 1⁄3' |
| 15.                  | Oboe                | 8’     |

| Pedal |            |     |
| 16.   | Subbajo    | 16’ |
| 17    | Coral Bajo | 04’ |
| 18    | Contrabajo | 08’ |

Acoples: I-Ped, II-Ped, II-I.
Combinaciones: 2 Comb. Libres, 3 Comb. Fijas.
Accesorios: Trémulo 2, Pedal de expresión 2, Anulador de crescendo, Rodillo de crescendo.